# آشتی ملی
آشتی ملی نام طرحی مطرح شده از سید محمد خاتمی رئیس جمهور سابق ایران بود. او در ۱۹ بهمن ۱۳۹۵ طی سخنانی در دفتر کارش، ضمن اشاره به تهدیدهای دونالد ترامپ رئیس جمهوری آمریکا علیه ایران و هم‌رایی حزب جمهوریخواه پیشنهاد این طرح را داده بود. این طرح با مخالفت هایی روبرو شد. به نظر می رسید تحلیل مخالفان این طرح آن است که سید محمد خاتمی با ارائه طرح «آشتی ملی» در تلاش است حکم حصر خانگی میرحسین موسوی، مهدی کروبی و زهرا رهنورد را لغو و آنان را به عرصه سیاسی کشور بازگرداند.

حدود یک سال بعد از ارائه طرح، هاشم صباغیان از اعضای ارشد نهضت آزادی ایران در گفتگویی با اعتماد اعلام کرد که نهضت آزادی این آمادگی را دارد تا در موضوع آشتی ملی، نقش میانجی را ایفا کند:
ما اين موضوع را پيگيري مي کنيم که مجموعه هاي مختلف با هم جمع شوند و روي محورهاي مشترکي که نسبت به آن توافق دارند فعاليت کنند. اين يکي از راه‌هايي است که دنبالش هستيم. اینکه يک عده را دعوت کنيم و جلسه مشترکي برگزار شود، بحث کنند که چگونه مي شود مشکلات را حل کرد. نهضت آزادي ایران آمادگي اين را دارد که باني گفت‌وگو های آشتي ملي شود. ما براي اين کار از اصلاح طلبان و سنتي ها دعوت مي کنيم. 
هرچند این طرح هرگز به طور جدی پیگیری نشد اما با وجود مخالفت های موجود در سال های بعد نیز طرح آشتی ملی، با مفهومی نسبتا یکسان با آنچه سید محمد خاتمی ارائه کرده بود توسط چهره های مختلف نزدیک به اصلاحات مطرح و بر لزوم پیگیری آن تاکید شد

## محتوای طرح
مصطفی تاجزاده، فعال سیاسی و معاون سیاسی وزارت کشور دولت اصلاحات فردای روز اعلام طرح آشتی ملی توسط محمد خاتمی در مصاحبه‌ای با خبرگزاری ایلنا، به تشریح جزئیات این طرح پرداخت. او گفت «آشتی ملی، آنچنان که آقای خاتمی هم تاکید کرده است برای این است که آینده ایران را نجات دهیم و سعی کنیم آینده ایران را به نحو بهتری بسازیم.»

در بخش دیگری از این مصاحبه، مصطفی تاجزاده درباره مفهوم طرح آشتی ملی اینطور توضیح می دهد:
آشتی ملی یعنی پذیرش تکثر از موضع برابری و یکسانی؛ به باور من همه کسانی که به استقلال و یکپارچگی ملی و سرزمینی ایران اعتقاد دارند و حاضرند در چارچوب قانون با نفی خشونت‌ورزی و با التزام به قانون اساسی فعالیت کنند، باید این امکان را بیابند که در عرصه سیاسی و اجتماعی کشور مشارکت فعال داشته باشند و ایران و ایرانیان بتوانند از توانمندی های آنان بهره ببرند. آشتی ملی یعنی احیای همان شعار «همه باهم» ابتدای انقلاب و زنده کردن شعار «ایران برای همه ایرانیان» عصر اصلاحات. 
تاجزاده همچنین این برداشت که ارائه طرح آشتی ملی از سوی محمد خاتمی از موضع انفعال است را رد کرد و گفت:
این طرح به معنی توبه‌نامه نیست؛ بلکه مسئله این است که وضعیت کشور بسیار خطرناک و پیچیده است و اگر به هوش نباشیم و دست یاری به یکدیگر ندهیم و برای به رسمیت شناختن یکدیگر و تاکید بر اشتراکات تلاش نکنیم، خدایی ناکرده در آینده با مشکلات و بحران هایی به مراتب حادتر از اکنون روبرو خواهیم شد.

## واکنش‌های مخالفان

### سید علی خامنه‌ای
سید علی خامنه‌ای، رهبر جمهوری اسلامی ایران در ۲۹ بهمن ۱۳۹۵ در سخنرانی خود در دیدار مردم تبریز نسبت به این طرح واکنش نشان داد و گفت:
«چرا می‌گویید آشتی؟ مگر مردم باهم قهرند؟ مردم با آن کسانی که روز عاشورا آمدند وسط خیابان و با قساوت و بی‌حیایی، جوان بسیجی را در خیابان لخت‌کردند و کتک زدند، قهرند و آشتی هم نمی‌کنند.»

### کاظم صدیقی
کاظم صدیقی، امام جمعه موقت تهران در نماز جمعه تهران، معترضان به انتخابات ١٣٨٨ را متهم کرد و گفت: «بسیجی را برهنه کردند و کتک زدند و جانبازهای بسیجی هنوز مظلومانه در خانه هایشان افتاده‌اند.»

### احمد علم‌الهدی
در مشهد احمد علم الهدی، امام جمعه و نماینده علی خامنه‌ای در استان خراسان رضوی، گفته بود: «اینکه کسی که عمله فتنه ۸۸ بوده می‌گوید آشتی ملی، معنایی ندارد. مگر مردم با هم قهر هستند؟»«یک جریانی که بازنده انتخابات در سال ۸۸ بود با اردوکشی خیابانی و با فعالیت‌های سیاسی که پشت آن اوباما و اسرائیل و غرب بودند، مشکلات زیادی را ایجاد کردند و البته مردم با این‌ها قهر هستند و از آن‌ها متنفر هستند.»

### محمود واعظی
محمود واعظی، وزیر ارتباطات وقت نیز در مخالفت با این طرح گفت «در کشوری که رهبری دارد، دولت مستقر است و مجلس دارد طرح موضوع آشتی ملی بی معناست»